# Ріголетто
«Ріголе́тто» (італ. Rigoletto) — опера на 3 дії італійського композитора Джузеппе Верді, лібрето — Франческо Марія П'яве. Прем'єра — Венеція, Театр ла Феніче, 11 березня 1851 рік.

## Історія створення опери
Створення опери стало початком зрілого етапу у творчості композитора. В її основі лежить драма Віктора Гюґо «Король розважається» (фр. Le Roi s'amuse), яка свого часу була заборонена для постановок. Аби домогтися дозволу від австрійської цензури, автори дещо змінили сюжет: Франциск I, король Франції, став герцогом Мантуанським, відповідно змінили імена інших персонажів. Герцог теж підходив для образу легковажного та розніженого правителя, який контрастує з бідним і знедоленим блазнем.
Верді змальовує персонажів у постійному розвитку і русі: блазень Ріґолетто, який ще недавно сміявся з графа Монтероне, чию дочку збезчестив герцог, згодом відчуває такий самий розпач і сам перетворюється на батька, який пережив горе у сім'ї.
Музика опери сповнена глибокого драматизму, яскраво контрастна, психологічно глибока. Кожен персонаж — завершений образ, який вимагає від виконавця високої вокальної та сценічної майстерності. Завершені арії нерозривно пов'язані з драматичною дією на сцені та поза контекстом мають інше значення.
Несподіваним виявився образ горбаня на сцені. Загалом опера викликала багато суперечливих відгуків. В той час, коли після 1852 року твір вже ставили у Відні, Будапешті, Празі й Лондоні, прем'єра в Парижі відбулася лише 1857 року через протести Гюґо, обуреного таким переробленням свого твору.

## Дійові особи
| Персонаж                    | Голос        | Виконавець на прем'єрі 11 березня 1851 Диригент: Гаетано Марес | Серед інших виконавців |
| --------------------------- | ------------ | -------------------------------------------------------------- | --- |
| Герцоґ Мантуанський         | Тенор        | Раффаеле Мірате                                                | Михайло Михайлов, Дмитро Смирнов, Сергій Лемешев, Іван Козловський, Анатолій Орфенов Ауреліано Пертіле, Лучано Паваротті, Пласідо Домінго, Франка Бонісоллі, Франческо Демура, Віктор Кириченко, Микола Фокін, Анатолій Солов'яненко, Марсело Альварес           |
| Ріголетто                   | Баритон      | Феліче Варезе                                                  | Дмитро Хворостовський Маттіа Баттістіні, Тіто Гоббі, Інгвар Віксель, Роландо Панераі, Лео Нуччі, Пласідо Домінго, Муслім Магомаєв, Андрій Іванов, Дмитро Гнатюк                                                                                                  |
| Джильда                     | Сопрано      | Тереза Брамбілла                                               | Антоніна Нежданова, Олена Степанова, Олена Катульська, Валерія Барсова, Ірина Масленнікова, Віра Фірсова, Валентина Арканова, Галина Олейниченко, Ірина Журіна Едіта Груберова, Джоан Сазерленд, Маргеріта Рінальді, Ніно Мачаїдзе, Лючіано Серра, Марія Каллас. |
| Спарафучіле                 | Бас          | Паоло Даміні                                                   | Федір Шаляпін Феруччо Фурланетто |
| Маддалена                   | Контральто   | Аннетта Казалоні                                               | Вероніка Борисенко Вікторія Вергара Віра Лемінська |
| Джованна                    | Мецо-сопрано | Лаура Саїні                                                    | Федора Барб'єрі |
| Граф Монтероне              | Баритон      | Фелісіано Понс                                                 | Інгвар Віксель |
| Кавалер Марулло             | Баритон      | Франческо Де Куннерт                                           | Євген Кунгур |
| Маттео Борса                | Тенор        | Анджело Дзуліані                                               | |
| Граф Чепрано                | Бас          | Андреа Белліні                                                 | Роланд Брахт |
| Графиня Чепрано             | Мецо-сопрано | Луїджа Морселлі                                                | Кетлін Кульман |
| Офіцер                      | Бас          | Джованні Ріцці                                                 | |
| Паж герцоґині               | Мецо-сопрано | Аннетта Модес-Ловаті                                           | |
| Кавалери, дами, пажі, слуги |              |                                                                | |

## Лібрето
Дія 1, картина 1

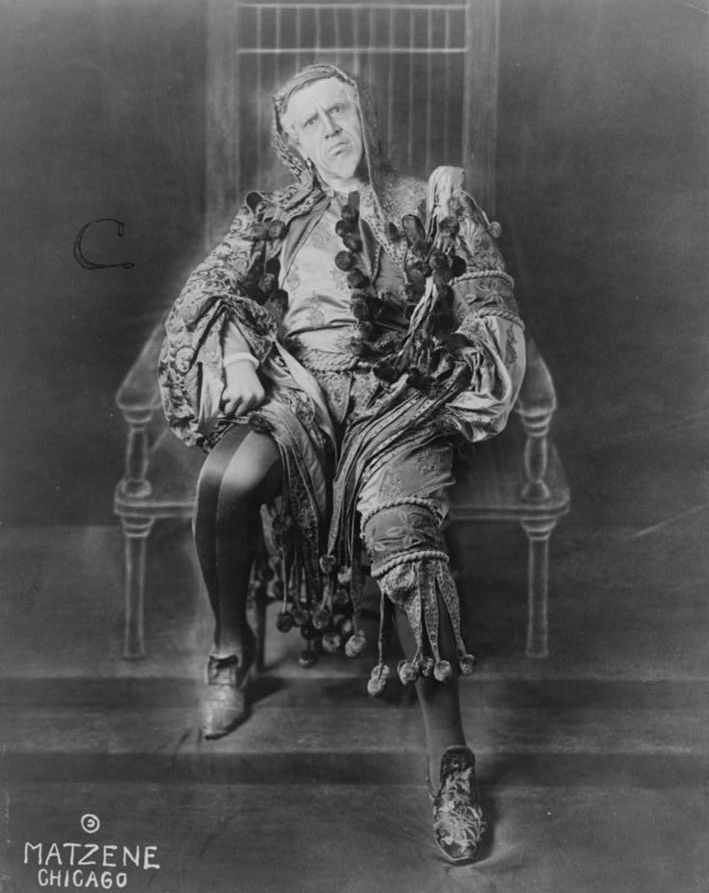
Тітта Руффо в головній ролі (1912)

Бал в палаці герцога Мантуанського. Герцог залицяється до графині Чепрано, викликаючи ревнощі її чоловіка. Блазень Ріголетто знущається з графа Чепрано та радить герцогу цієї ж ночі викрасти чарівну графиню; оскаженілий Чепрано клянеться помститися Ріголетто. Веселощі балу порушуються появою графа Монтероне, який вимагає від герцога повернути йому дочку. Ріголетто глумиться з Монтероне. Герцог наказує взяти графа під варту. Монтероне погрожує герцогу помстою за безчестя дочки та проклинає Ріголетто.
Дія 1, картина 2
Погроза Монтероне не дає спокою Ріголетто. Повертаючись пізно ввечері додому, він зустрічає найманого вбивцю Спарафучіле, який пропонує йому свої послуги. Ріголетто тривожиться за долю дорогої дочки Джильди, яка живе в глухому передмісті зі служницею Джован. Він заборонив їй виходити з будинку, боячись герцога і його розбещеної челяді. Одного разу в церкві Джильда зустрічає юнака, краса якого полонила її. Несподівано дівчина бачить його перед собою. Це герцог, переодягнений студентом. Він палко присягається Джильді у вічному коханні. Залишившись сама, дівчина віддається солодким мріям. А тим часом біля будинку Ріголетто збираються придворні: вони задумали викрасти Джильду, вважаючи її коханкою блазня. З похмурими передчуттями Ріголетто повертається додому і в темряві стикається з ними. Щоб розсіяти підозри блазня, один з придворних розповідає про підготовлюване викрадення графині Чепрано, що живе поруч. Ріголетто погоджується допомогти придворним. Тоді йому надягають маску, повʼязавши її зверху хустиною. Здалеку доносяться приглушені крики Джильди. Ріголетто зриває повʼязку і з жахом переконується, що його дочка викрадена.
Дія 2
Герцог засмучений: прекрасна незнайомка зникла, всі пошуки виявилися марними. Придворні, бажаючи розвеселити його, розповідають про нічну пригоду — коханка Ріголетто тепер у палаці. Герцог радісно поспішає до своїх покоїв. Наспівуючи пісеньку, входить Ріголетто; він всюди шукає доньку, приховуючи відчай під удаваною безтурботністю. Дізнавшись, що Джильда у палаці, він гнівно вимагає, щоб йому повернули дочку, але придворні глухі до погроз і благань блазня (арія «Куртизани, ганебні прокляті», («Cortigiani, vil razza dannata»)). Ріголетто клянеться помститися за ганьбу дочки; зустріч з Монтероне, якого ведуть в темницю, укріплює його рішучість. Джильда в страху благає батька простити герцога.
Дія 3
Дім Спарафучіле на березі річки. Глупа ніч. Приходить переодягнений герцог; він захоплений новою пристрастю — до красуні Маддалени, сестри бандита Спарафучіле (тут звучить знаменита арія герцога — «Серце жіноче до зрад охоче», La donna è mobile). Переконавшись у зраді коханого, Джильда прощається зі своїми світлими мріями. Батько відсилає її у Верону; переодягнувшись в чоловічий костюм, вона повинна тої ж ночі покинути Мантую. Ріґолетто залишиться, щоб заплатити Спарафучіле за вбивство та самому кинути в річку труп ненависного герцога. Починається гроза. Маддалена, зачарована молодим красенем, просить брата помилувати його. Після довгих умовлянь Спарафучіле погоджується вбити першого, хто постукає у двері. Цю розмову чує Джильда; вона як і раніше любить герцога та прийшла сюди, щоб попередити його про небезпеку. Для порятунку коханого Джильда готова віддати життя. Вона сміливо входить у будинок бандита. Гроза стихає. Повертається Ріголетто. Спарафучіле виносить мішок з мертвим тілом. Блазень радіє — нарешті за нього помстилися! Збираючись кинути труп у воду, Ріголетто з жахом чує веселу пісеньку герцога. Він розрізає мішок та бачить Джильду, яка помирає. Опера закінчується глибоко проникливим дуетом батька і доньки.

## Постановки опери в Україні[2]

Афіша опери «Ріголетто» Одеського національного академічного театру опери та балету

- У другій половині 1920-х років українській переклад  лібрето зробила Людмила Старицька-Черняхівська. Відтоді і до кінця 1990-х років опера "Ріголетто" в київському та львівському театрах опери та балету ставилася українською мовою.[3]

Статистика постав опери "Ріголетто" у Київському театрі опери та балету: 
- листопад 1864 (силами Iтал. опери під керуванням Ф.Бергера та оркестру князя Лопухіна): дириг. А. Клефель, хорм. Л. Паоло, репетитор В. Велінський; виконавці: П. Баччеї (Герцог), К. Фабрікаторі (Ріголетто), А. д’Альберті (Джильда), Л. Віале (Маддалена) та ін.
- 28.09.1876 (силами артистів антрепризи Й. Сєтова): дириг. I. Альтані, реж. Ю. Давід.
- 1886 (антреприза М. Савіна): дириг. С. Барбіні.
- 14.03.1889 (гастролі Iтал. опер. трупи I. Черепенникова): дириг. Р. Бонічолі.
- 15.09.1889 (антреприза I. Прянишникова): дириг. Дж. Пагані, худож. О. Реджіо (Беклемішев).
- 01.10.1892 (антреприза Й. Сєтова): дириг. Дж. Пагані, реж. Д. Дума.
- 15.09.1901: (харківська трупа під керуванням А.Церетелі) дириг. Е. Купер, реж. Я. Гельрот, декорації підібрані (у цій поставі під час гастролей 1910 співала Антоніна Нежданова – Джільда).
- 1912 – М. Гальвані (Джільда), М. Баттістіні (Ріголетто).
- 1933: дириг. М. Радзієвський, реж. В. Манзій, декорації підібрані.
- 1936: дириг. В. Смекалін, реж. М. Чемезов, худож. Д. Кульбак.
- 02.04.1948 (редакція перекладу М.Рильського): дириг. С. Столерман, реж. В. Манзій, хорм. М. Купер, С. Радченко, худож. М. Духновський. У ролях: К.Лаптєв (Ріголетто), Є.Чавдар (Джільда), О.Ковальов (герцог), Л.Руденко (Маддалена).
- 10.06.1975 (редакція перекладу Я. Майстренка, В. Завадського): дириг. О. Рябов, реж. В. Бегма, хорм. В. Тищенко, худож. Ю. Білоненко. В ролях: Д.Гнатюк (Ріголетто), Є.Мірошниченко (Джільда), А.Солов`яненко (герцог).
- 28.03.1997 (італ. мовою): дириг. М. Дядюра, реж. I. Молостова, хорм. В. Згуровський, худож. А. Злобін, Г. Iпатьєва.[4]
- У 1934 році під час гастролей Большого театру у Києві партію герцога Мантуанського виконав Іван Козловський.

- Опера йде на сценах Одеського національного академічного театру опери та балету (художник-постановник — заслужений художник України Наталія Бевзенко-Зінкіна, хормейстер-постановник — заслужений діяч мистецтв України Леонід Бутенко); Львівської національної опери (диригент-постановник — народний артист України та народний артист Республіки Татарстан Ігор Лацанич, режисер-постановник — Анатолій Лимарєв, художник-постановник — Тадей Риндзак, хормейстер — Ірина Коваль).